# Фохт Вальтер Рихардович
Фохт Вальтер Рихардович (*19 (31) серпня 1862 — †27 липня 1941) — історик та архівіст часів Російської імперії

## Життєпис
Походив з родини емігрантів з Саксонії.
Народився у Петербурзі 19 серпня 1862 р. Тут він почав у гімназії. Разом з родиною влітку 1875 р. переїхав до Ніжина, де батько обійняв посаду ординарного професора у Історико-філологічному інституту князя Безбородька.
У 1882 р. Вальтер Фохт закінчив гімназію при Ніжинському історико-філологічному інституті. За виняткову успішність у вивченні стародавніх мов дирекція Ніжинського історико-філологічного інституту рекомендувала голові Вченого комітету Міністерства освіти зарахувати В. Фохта до російської філологічної семінарії при університеті в Лецпцизі. Відтак, він продовжив навчання у російській філологічній семінарії при Лейпцізькому університеті — alma mater його батька, яку закінчив 1886 р.
Після закінчення навчання В. Фохт повернувся до Ніжина й працював у гімназії при тамтешньому Історико-філологічному інституті (1886—1914 рр.). В. Фохт шукав можливості займатись науковими студіями, для чого у 1893 і 1894 рр. виїздив до Лейпцізького та Берлінського університетів. Саме там, у Німеччині, побачили світ його перші статті.
У 1895 р. став дійсним членом Історико-філологічного товариства при Ніжинському історико-філологічному інституті кн. Безбородька, крім того, підтримував зв'язки з Російським археологічним товариством, науковими часописами за кордоном.
У Ніжині В. Фохт одружився. Його дружина — Егерт-Марія — подарувала йому дітей — Вальтера і Матильду. Він вийшов у відставку за станом здоров'я у 1914 р.
Однак загибель сина (1919), а також втрата усіх наукових матеріалів та майна (його будинок згорів у Громадянську війну), вплинули на моральний стан В. Фохта та його матеріальне становище. Він змушений був повернутися до роботи в архівних установах Ніжина. З 16 лютого 1920 р. по 1 квітня 1923 р. працював на посаді уповноваженого Чернігівського губернського архівного управління при Ніжинській політпросвіті. За цей час він узяв на облік архіви Ніжинського окружного суду, Ніжинського Інституту народної освіти, Міської управи, Ніжинської повітової земської управи, Інспектора народних училищ, Ніжинського казначейства, Ніжинської поштово-телеграфної контори та Ніжинських повітових та мирових з'їздів, а також низку архівів радянських установ.
З 1 квітня 1923 р. по 27 грудня 1924 р. В. Фохт працював завідувачем архівосховища та заступником інструктора Губернського архівного управління, а з 27 грудня 1924 р. по 26 вересня 1925 р. — окружним інструктором Губернського архівного управління. За цей період, завдяки інтенсивній роботі В. Фохта, кількість зареєстрованих в Ніжинському архіві фондів зросла до 11736. У цей час він особисто працював над упорядкуванням архівів колишніх Інспектора народних шкіл, Окружного суду та Старшого нотаря, архіву Земської управи, а також радянських установ — Окрвиконкому, Наросвіти, Увиконкому, Упродкому, Уздраву, Робфака й кварткомів.
26 вересня 1925 р., у зв'язку з реорганізацією архівних установ й утворенням Ніжинського окружного архівного управління, його було переведено на посаду ученого архіваріуса, на якій він займався інспектуванням стану зберігання документів у державних установах Ніжинської округи. Відлучення від безпосередньої роботи по впорядкуванню архівів В. Фохт переживав тяжко. На цій посаді він працював до 28 серпня 1926 р., коли його було звільнено "з огляду на його старість.
У лютому 1927 р., «відзначаючи заслуги В. Р. Фохта як архівіста у справі збирання й охорони великої кількості цінних матеріалів», рішенням колегії Центрального архівного управління УСРР йому було призначено персональну пенсію. Втім, не маючи достатніх засобів до існування, В. Фохт був змушений був розпродувати рештки своєї бібліотеки.
Під час роботи в архіві В. Фохт намагався відновити свої студії з античної історії. З вересня 1925 р. по березень 1926 р. працював науковим співробітником Науково-дослідної кафедри при Ніжинському інституті народної освіти по секції античної культури. Опрацьовував тексти літературних творів класичними мовами та вивчав історію місцевого грецького купецтва 30 — 40-х рр. ХІХ ст. за матеріалами архіву Ніжинської грецької громади.
Відомості про перипетії життя В. Фохта у 30-х рр., на жаль, не збереглися. Він працював у Ніжинському педагогічному інституті.
26 червня 1941 р. В. Фохта було заарештовано і проти нього порушено кримінальну справу за частиною 2 статті 54 Карного кодексу УРСР за антирадянську агітацію. Зрозуміло, що він був заарештований як «вірогідний супротивник», який як німець становив небезпеку після початку військових дій з Німеччиною.
Морально знищений арештом і фізично знекровлений В. Фохт помер у в'язниці 27 липня 1941 р.
Справу було закрито 2 серпня 1941 р. у зв'язку зі смертю В. Фохта. Проте справедливість було відновлено лише 1996 р., коли було встановлено, що дії В. Фохта не містили складу злочину, передбаченого частиною 2 статті 54 Карного кодексу УРСР, а його арешт був необґрунтований. На Фохта Вальтера Рихардовича поширено дію статті 1 Закону Української РСР «Про реабілітацію жертв політичних репресій на Україні» у зв'язку з відсутністю в його діях складу злочину.

## Родинні зв'язки
- Батько — Рихард Августович Фохт (1834—1914), професор римської словесності, за «відлиги» часів Олександра ІІ, переїхав до Петербурга, де викладав давні мови впродовж півтора десятка років в училищі при лютеранській церкві Св. Анни.

### Архіви
- ЦДАВО України, ф. 14, оп. 1л, спр. 18, 27
- Держархів Чернігівської обл., ф. Р-647, оп. 2, спр. 3, 106; спр. 41
- Відділ Держархіву Чернігівської обл. в Ніжині, ф. 1367, оп. 1, спр. 307; ф. Р-5301, оп. 1, спр. 10, 17; оп. 1, спр. 18, 20–23, 46, 57; ф. 1367, оп. 1, спр. 307, 1008.

1. 1 2 3 4  Чеська національна авторитетна база даних